# Firmicus abnormis
Firmicus abnormis es una especie de araña cangrejo del género Firmicus, familia Thomisidae.

## Distribución
Esta especie se encuentra en Sudáfrica.